# سالي ستار (ممثلة)
سالي ستار (بالإنجليزية: Sally Starr)‏ هي ممثلة أمريكية، ولدت في 23 يناير 1909 في بيتسبرغ في الولايات المتحدة، وتوفيت في 1996.

## وصلات خارجية
- سالي ستار (ممثلة) على موقع IMDb (الإنجليزية)
- سالي ستار (ممثلة) على موقع قاعدة بيانات برودواي على الإنترنت (الإنجليزية)
- سالي ستار (ممثلة) على موقع قاعدة بيانات الفيلم (الإنجليزية)